# Strijd om het Tanganyikameer
De Strijd om het Tanganyikameer was een reeks zeeslagen die plaatsvonden tussen elementen van de Royal Navy, de Force Publique en de Kaiserliche Marine tussen december 1915 en juli 1916, tijdens de Eerste Wereldoorlog. Het doel was om controle te krijgen over het strategisch belangrijke Tanganyikameer, dat sinds het begin van de oorlog gedomineerd werd door Duitse marine-eenheden. De Britse strijdkrachten, bestaande uit twee motorboten genaamd HMS Mimi en HMS Toutou, stonden onder het commando van luitenant-commandant Geoffrey Spicer-Simson. De boten werden naar Zuid-Afrika vervoerd en van daaruit per spoor, per rivier en door de Afrikaanse jungle naar het meer gesleept.
In twee korte gevechten vielen de kleine motorboten de Duitse tegenstanders aan en versloegen ze. In de eerste actie, op 26 december 1915, werd de Kingani beschadigd en veroverd, waarna het HMS Fifi werd. In het tweede gevecht overweldigde de kleine vloot de Duitsers en zonk de Hedwig von Wissmann. De Duitsers hadden een derde groot en zwaar bewapend vaartuig op het meer, de Graf von Götzen; dit vaartuig werd door Belgische vliegtuigen aangevallen, maar het resultaat was onbeslist, waarna het uiteindelijk werd tot zinken gebracht. Ontwikkelingen in het landgevecht dwongen de Duitsers zich van het meer terug te trekken, waarna de controle over het oppervlak van het Tanganyikameer in handen van de Britten en Belgen kwam.

## Achtergrond

### Strategische situatie
Het Tanganyikameer ligt tussen wat destijds Belgisch-Congo was aan de westkant en Duits-Oost-Afrika aan de oostkant. Bij het begin van de oorlog hadden de Duitsers twee oorlogsschepen op het Tanganyikameer: de 60 t (59 lange ton; 66 korte ton) Hedwig von Wissmann, en de 45 t (44 lange ton; 50 korte ton) Kingani. De Hedwig von Wissmann werd snel bewapend met vier pom-pom-kanonnen die waren gehaald van het gezonken verkenningsschip Möwe en ze voer uit naar de haven van Lukuga aan de Congolese kant van het meer, waar ze op 22 augustus de Belgische stoomboot Alexandre Del Commune aanviel en deze na twee verdere aanvallen tot zinken bracht.
Dit gaf de Duitsers onbetwiste superioriteit op het meer, met hun positie verder versterkt door het zinken van de Britse stoomboot Cecil Rhodes van de African Lakes Corporation tijdens een aanval in november 1914. De Duitsers gebruikten hun controle over het meer om een aanval op Noord-Rhodesië te lanceren, geleid door generaal-majoor Kurt Wahle. Deze aanval werd afgeslagen, maar verdere aanvallen op Congolees grondgebied en bombardementen op Lukuga overtuigden de Belgen om de Britten te steunen.
Ondanks deze inzet was er weinig dat de Belgen of de Britten konden doen om de Duitsers uit te dagen. De Belgen hadden de onderdelen voor een groot stoomschip, de Baron Dhanis, die, indien het kon worden geassembleerd, aanzienlijk groter zou zijn dan zowel de Kingani als de Hedwig von Wissmann, maar durfden niet te beginnen met de bouw ervan terwijl de Duitsers het meer patrouilleerden uit angst dat het schip zou worden vernietigd voordat het in gebruik kon worden genomen. De Britten hadden twee 12-ponders gestuurd om haar mee uit te rusten, maar aangezien er weinig vooruitzicht was om haar te kunnen lanceren, gebruikten de Belgen deze in plaats daarvan als kustbatterijen om Lukuga te verdedigen.
De Duitse controle over het meer was van groot belang voor de gehele campagne in het Centraal-Afrikaanse theater. Terwijl de Britten troepen konden verzamelen ten zuiden van het meer en de Belgen troepen hadden ten noorden ervan, konden beiden niet doorstoten naar Duits-Oost-Afrika vanwege het risico dat de Duitsers hun boten zouden gebruiken om troepen over het meer te vervoeren en deze zouden inzetten om hun bevoorradings- en communicatielijnen te doorsnijden.

### Lee's plan
Op 21 april 1915 arriveerde John R. Lee, een grootwildjager en veteraan van de Tweede Boerenoorlog, op de Admiriteit om Admiral Sir Henry Jackson te ontmoeten. Lee was in Oost-Afrika geweest en had persoonlijk de Duitse schepen op het Tanganyikameer waargenomen. Hij bracht ook het nieuws dat de Duitsers een nieuw schip voorbereidden om te lanceren vanaf hun versterkte haven van Kigoma. Het schip, genaamd Graf von Götzen, was gebouwd in de Meyer scheepswerf in Papenburg, gedemonteerd en in 5.000 kisten verpakt en naar Dar-es-Salaam vervoerd. Van daaruit was het per trein naar Kigoma gebracht en in het geheim weer in elkaar gezet. Het schip was 220 voet (67 m) lang en had een verplaatsing van 1.575 lange ton (1.600 t). Het zou de Duitse controle over het meer verstevigen en 800-900 troepen in staat stellen om snel naar elk punt aan de oever van het meer te worden vervoerd voor invallen in het geallieerde gebied.
Om deze bedreiging tegen te gaan, stelde Lee voor om motorstoomboten naar Afrika te sturen, die door het binnenland naar het meer vervoerd zouden worden. Ze zouden klein en zeer wendbaar zijn, en - als ze bewapend waren met een kanon met een bereik van 7.000 yard (6.400 m) - zouden ze de grotere Duitse schepen kunnen inhalen en uitvuren. Het gebruik van kleine vaartuigen die intact vervoerd konden worden, betekende dat ze onmiddellijk op het meer konden worden ingezet, waardoor het risico van ontdekking en vernietiging tijdens de assemblage werd geëlimineerd. Sir Henry overwoog het plan en keurde het goed met de woorden: "Het is zowel de plicht als de traditie van de Royal Navy om de vijand aan te pakken waar er water is om een schip te laten drijven." Jackson droeg de taak van het finaliseren van de operationele details over aan zijn junior, admiraal David Gamble. Gamble benoemde Lee tot tweede in bevel van de expeditie en plaatste luitenant-commandant Geoffrey Spicer-Simson in de leiding.

### De reis vanMimienToutou

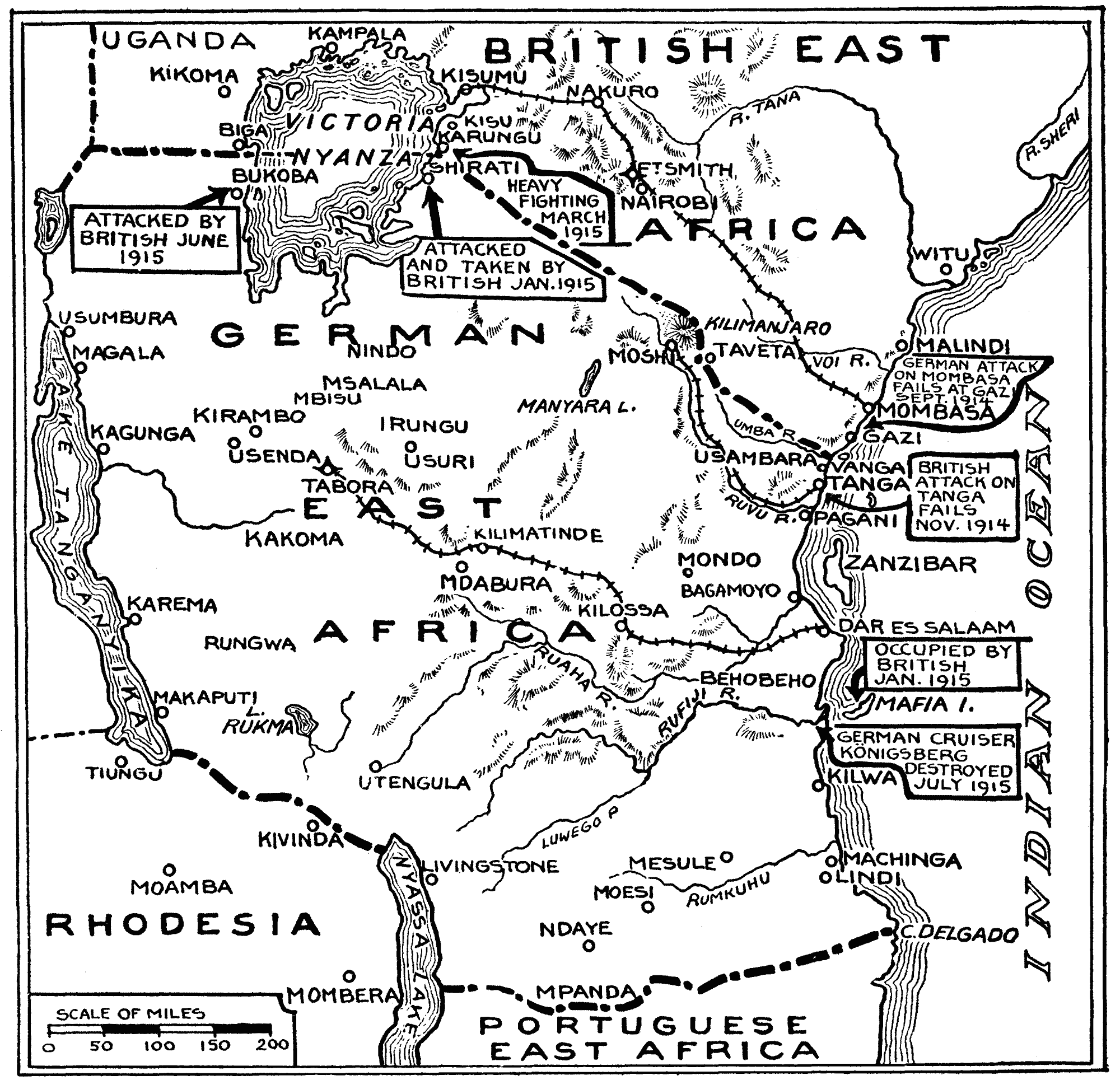
Een kaart van Duits-Oost-Afrika, met het Tanganyikameer uiterst links

De Britse maritieme eenheid bestond uit twee motorboten van 40 voet (12 meter) lang. Spicer-Simson stelde voor om ze Cat en Dog te noemen, maar deze namen werden door de Admiriteit afgewezen. Spicer-Simson stelde daarna Mimi en Toutou voor als alternatieven, die werden geaccepteerd. Zoals hij later uitlegde, betekenden deze namen "Miaow" en "Bow-wow" in het Frans. De bemanningen van de boten werden samengesteld uit kennissen van Spicer-Simson of uit de gelederen van de Royal Naval Reserve. Spicer-Simson stelde verschillende verbeteringen voor aan het oorspronkelijke ontwerp; de boten werden ingekort om hun snelheid te verbeteren, Maxim-machinegeweren en een 3-ponder Hotchkiss-kanon werden gemonteerd, hoewel het Hotchkiss-kanon vanaf een knielende positie moest worden afgevuurd, en extra stalen voeringen werden toegevoegd aan de benzinetanks.
De boten werden op 8 juni getest op de Theems, waar een proefshell werd afgevuurd door Mimi's 3-ponder kanon. Het projectiel trof het doel, maar zowel het kanon als de schutter vloogen de rivier in, omdat het kanon niet goed vastgezet was op het dek. Op 15 juni werden de boten aan boord van de SS Llanstephen Castle geladen, samen met speciale trailers en steunbeugels die het mogelijk maakten om ze per spoor of over land te vervoeren, evenals de uitrusting en voorraden van de expeditie. Toen ze in Zuid-Afrika arriveerden, zouden ze meer dan 3.000 mijl (4.800 km) het binnenland in moeten reizen, inclusief het doorkruisen van een bergketen van 1.800 meter hoog (5.900 voet). Ondertussen werd op 8 juni de Graf von Götzen gelanceerd op het Tanganyikameer.
Het eerste deel van Mimi en Toutou's reis van 10.000 mijl (16.000 km) werd voltooid na 17 dagen op zee en hun aankomst in Kaapstad. Van Kaapstad reisden zij en de mannen van de expeditie per trein naar het noorden via Bulawayo naar Elisabethstad, waar ze op 26 juli arriveerden. Na verder reizen naar het spoorwegstation van Fungurume, werden ze gedetrained en door teams van ossen en stoomtractoren 146 mijl (235 km) door het oerwoud gesleept naar de beginpunten van de spoorlijn van Sankisia naar Bukama. In Bukama werden de boten en voorraden gelost en klaargemaakt voor een reis over de Lualabarivier. Ondanks dat ze meerdere keren vastliepen en gedwongen werden om over te stappen op een Belgische rivierstomer, voltooiden ze hun reis na een tocht door het Kisalemeer en arriveerden op 22 oktober in Kabalo. Van daaruit bracht een kleine spoorlijn hen tot vlakbij de Belgische haven van Lukuga, aan de oever van het Tanganyikameer. Hier ontmoette Spicer-Simson de Belgische legercommandant, Commandant Stinghlamber, en de marinecommandant, Commandant Goor, en werden voorbereidingen getroffen om Mimi en Toutou te lanceren en de Duitsers op te zoeken.

### Belgische en Duitse voorbereidingen
De Duitsers hadden gebruik gemaakt van het verlies van het onderzoeksschip Möwe door enkele van haar bemanningsleden en mannen van de koopvaardijschepen van de Deutsche Ost-Afrika Linie in te zetten om hun schepen te bemannen. De Duitse positie op het meer werd verder versterkt door het verlies van de kruiser SMS Königsberg in de Rufijirivier in juli. Kanonnen van de Königsberg werden naar de Duitse basis in Kigoma gebracht, en de Duitse marinecommandant op het meer, kapitein Gustav Zimmer, liet een van de 105 mm (4,1 inch) SK L/40 Schnelladekanone (oftewel snelvuurkanonnen) van de Königsberg monteren op de Graf von Götzen. Leden van de bemanning van de Königsberg sloten zich ook aan bij zijn troepen, en Zimmer plaatste de voormalige bemanningslid luitenant Job Rosenthal in het commando over de Kingani. Job Odebrecht voerde het commando over de Hedwig, terwijl Zimmer zelf het bevel voerde over de Graf von Götzen.
|  |  |  |  |

Tegen deze geduchte kracht konden de Belgen slechts een benzine-aangedreven vrachtschip bewapend met twee kanonnen, genaamd Dix-Tonne, een motorboot genaamd Netta, en een roeiboot uitgerust met een buitenboordmotor opstellen. Goor hoopte de nog niet in elkaar gezette Baron Dhanis in gebruik te nemen, evenals de wrakstukken van de Alexandre del Commune, die vroeg in de oorlog door de Hedwig von Wissmann was gezonken. Zimmer was wellicht op de hoogte van de Britse plannen om schepen op het meer te lanceren, maar hij was ook bezorgd dat de Baron Dhanis in elkaar gezet en gelanceerd zou worden. De 1.500 lange tonnen (1.500 t) van de Baron Dhanis vormden misschien geen bedreiging voor de Götzen in de haven, maar Zimmer was vastbesloten zijn bewegingsvrijheid op het meer te behouden. Gebrek aan concrete informatie leidde ertoe dat hij Rosenthal aan boord van de Kingani stuurde om Lukuga te verkennen.
|  |  |  |  |

De Belgen plaatsten watervliegtuigen op het meer, waardoor ze de Duitse posities konden observeren en bombarderen.

## Strijd

### Rosenthal onderzoekt

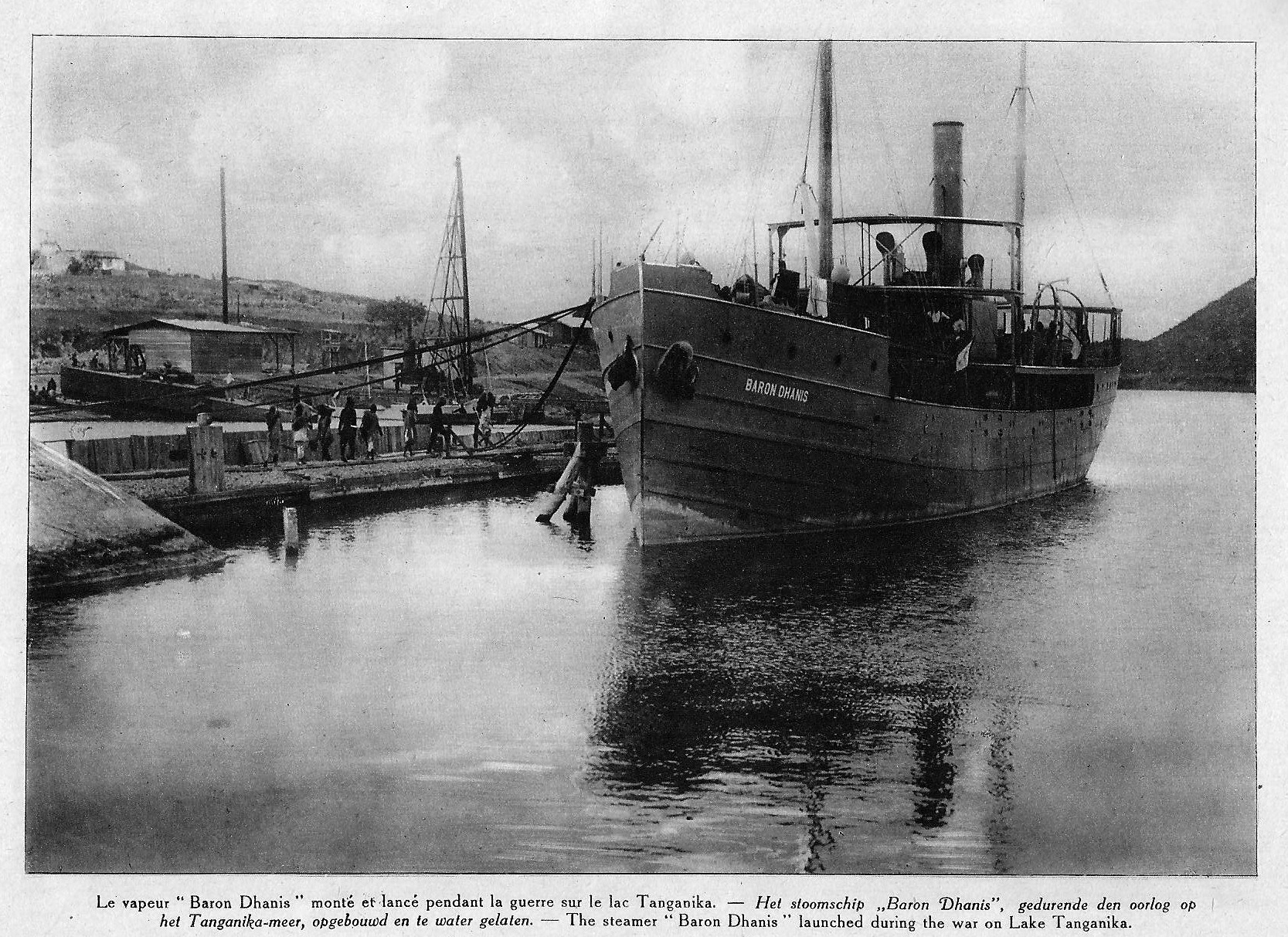
Baron Dhanis op het meer, ca. 1916.

Leutnant Job Rosenthal, commandant van de Kingani, maakte verschillende verkenningsrondes en observeerde werkzaamheden voor een nieuwe haven bij Kalemie, ten zuiden van Lukuga, waar Spicer-Simson zijn basis wilde vestigen. Ondanks het gebrek aan gedetailleerde informatie over de bewegingen van de vijand, keerde de Kingani in de vroege ochtend van 1 december terug en probeerde de haven te naderen. Het schip van Rosenthal werd echter opgemerkt door de kustbatterijen en weggejaagd. De Kingani keerde de volgende nacht terug, en Rosenthal zelf zwom naar Lukuga om de slipways die in aanbouw waren te inspecteren.
Hij ontdekte ook de kampen, waar de Britse vlag aanwezige was, wat de aanwezigheid van Spicer-Simson en zijn expeditie aangaf. Rosenthal reisde verder langs de spoorlijn en ontdekte zowel Mimi als Toutou, evenals de ongeassembleerde onderdelen van de Baron Dhanis. Toen hij zich realiseerde dat de werkelijke bedreiging uitging van de Britse schepen, probeerde hij terug te keren naar de Kingani, maar kon haar niet vinden in het donker. Hij probeerde zich te verbergen in de hoop dat de Kingani 's nachts zou terugkeren, maar werd ontdekt door een Belgische patrouille en gevangengenomen.
Als gevangene slaagde hij erin een bericht te sturen, met een geheime toevoeging geschreven in urine, waarin hij Zimmer waarschuwde voor wat hij had gezien. Het bericht bereikte echter Kigoma pas maanden later.

### MimienToutouworden gelanceerd
De hellingen bij Kalemie waren halverwege december gereed, en op 22 december werd Toutou te water gelaten op het Tanganyikameer, gevolgd door Mimi de volgende dag. Op 24 december werden de laatste voorbereidingen getroffen, waaronder het tanken en het installeren van de wapens, waarna korte proefvaarten werden uitgevoerd. Op 26 december naderde de Kingani Kalemie. Rosenthal's opvolger, onderluitenant Junge, kreeg de opdracht om informatie te verzamelen over de maritieme voorbereidingen. Om 06:00 uur, terwijl Spicer-Simson zijn ochtendgebeden uitvoerde, werd het schip voor de kust gesignaleerd.

### Kinganiwordt gevangengenomen

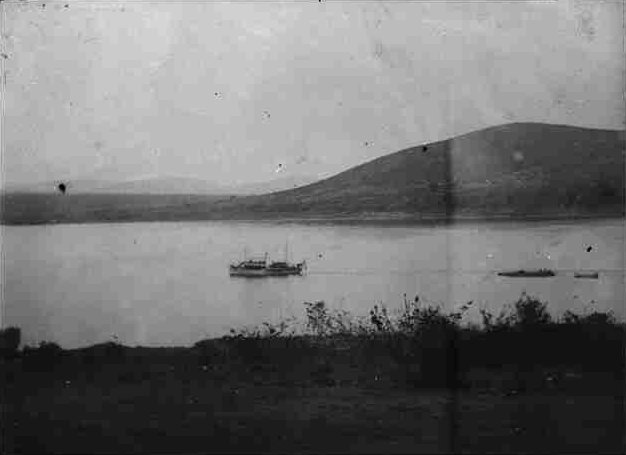
De Kingani op het Tanganyikameer voordat ze werden gevangengenomen.

Na de aanval op Kingani werden Mimi en Toutou uit de haven gestuurd nadat Kingani voorbij was gevaren. Onverwacht ontdekte onderluitenant Junge zich achtervolgd door twee motorboten met de witte vlag, en gaf hij het bevel om de snelheid te verhogen. De zesponder van Kingani kon alleen naar voren vuren, terwijl de snellere en wendbaardere motorboten in staat waren om de afstand te verkleinen en met hun drieponderkanonnen te vuren, terwijl ze de Duitse vuurstralen vermeden. Na een korte actie van 11 minuten werd Kingani getroffen op haar kanon, waarbij het projectiel door de schilden van het kanon drong en Junge en twee onderofficieren, Penne en Schwarz, doodde. Na enkele verdere treffers haalde de chef-motorwerker de vlag omlaag en werd Kingani overgenomen door de Britten.
Junge en vier dode bemanningsleden werden begraven; één Afrikaans bemanningslid mocht aan boord blijven als stokers en drie Duitse en acht Afrikaanse soldaten werden krijgsgevangenen. Nadat een lek in de romp van Kingani was gedicht, werd ze in dienst genomen als HMS Fifi.
Het zesponderkanon werd verplaatst naar de achterkant van Fifi, terwijl een van de 12-ponderkanonnen die aan land waren gemonteerd aan de boeg werd bevestigd. De Admiraliteit was onder de indruk van de prestaties van de expeditie; Spicer-Simson werd speciaal gepromoveerd tot commandant vanaf de datum van de actie, en een bericht werd gestuurd waarin stond: "Zijn Majesteit de Koning wenst zijn waardering uit te spreken voor het geweldige werk dat zijn meest afgelegen expeditie heeft uitgevoerd." Het Koloniaal Bureau sprak ook zijn goedkeuring uit. Zimmer stuurde Hedwig niet meteen uit om Kingani te onderzoeken, mogelijk omdat hij te druk was met het transporteren van troepen en voorraden. Het stormseizoen in januari maakte de navigatie op het meer ook gevaarlijk voor schepen kleiner dan Götzen.

### Hedwigis gezonken
Pas midden januari kwam Hedwig naar Lukuga om het verdwijnen van het Duitse schip te onderzoeken. Tegen die tijd had Spicer-Simson de gerepareerde Belgische boot Delcommune gekregen, die nu hernoemd was naar Vengeur, om toe te voegen aan zijn vloot. Odebrecht patrouilleerde dicht bij de kust, waarbij hij de kustbatterijen die verondersteld werden Kingani te hebben vernietigd, vermeed, maar hij kon niets belangrijks rapporteren. Hij werd op 8 februari terug naar Lukuga gestuurd en kreeg de opdracht om de volgende dag met Zimmer op Götzen te ontmoeten.
Hedwig werd vroeg in de ochtend gespot en de troepen van de expeditie gingen uit om haar te onderscheppen. De gecombineerde Anglo-Belgische vloot bestond uit Mimi, Fifi, Dix-Tonne, en de walvisboot, aangezien Toutou beschadigd was en nog in reparatie. Odebrecht merkte de naderende schepen op, maar bleef doorvaren. Eerst verwarde hij ze met Belgische schepen, maar de witte vlaggen verrieden dat het Britse schepen waren. Hij bleef richting de kust varen totdat hij om 09:30 uur een scherpe draai naar bakboord maakte, hetzij in een poging ze naar Götzen te lokken, hetzij omdat hij door een optische illusie dacht dat de naderende schepen groter waren dan hij oorspronkelijk dacht.
De achtervolgende schepen achtervolgden Hedwig, waarbij Fifi haar 12-ponderkanon opende. De terugslag stopte haar echter onmiddellijk, en Odebrecht gebruikte deze situatie om zich los te maken. Hedwig kon 9 knopen (17 km/u) varen, terwijl Fifi slechts 8 knopen (15 km/u) haalde, maar terwijl Fifi achterbleef, snelde Mimi voorbij en opende het vuur op de terugtrekkende Duitse boot met haar drie-ponderkanon. De schoten misten, maar de achterste kanonnen van Hedwig hadden niet het bereik van Mimi's wapen, en Odebrecht werd gedwongen om om te keren en te proberen haar te raken met zijn voorste zes-ponderkanon.
De twee boten cirkelden een tijdlang zonder treffers, totdat Fifi naderde. Spicer-Simson, die het bevel voerde aan boord van Fifi, had nog maar drie granaten voor zijn 12-ponderkanon en liep het risico het onderspit te delven als Hedwig haar eigen zes-ponder zou kunnen richten. Op dit moment raakte een granaat vast in Fifi's kanon, en de 20 minuten die het kostte om het te verhelpen, gaven Hedwig opnieuw de kans om weg te trekken, op zoek naar Götzen. Met haar voorlaatste schot vuurde Fifi opnieuw. De granaat raakte de romp van Hedwig, wat leidde tot overstromingen, en enkele momenten later raakte haar laatste schot de machinekamer, waardoor de ketel ontplofte en vijf Afrikaanse matrozen en twee Duitsers om het leven kwamen.
Terwijl er branden uitbraken op het getroffen schip, gaf Odebrecht het bevel om het schip te verlaten en plaatste explosieve ladingen om het zinkende schip te vernietigen. (Drie van de doden waren de ingenieur en twee Afrikaanse stokers in de ketelkamer; de anderen waren een warrant officer en drie Afrikanen). Van de overgebleven bemanning raakten een Europese stoker en een inheemse matroos licht gewond toen twee van de scheepsboten door granaten werden geraakt; twaalf Europeanen, waaronder de kapitein, en acht Afrikanen werden krijgsgevangenen genomen door de Britten. Naast de 20 overlevenden veroverden de Britten ook een grote Duitse marinevlag, de eerste die tijdens de oorlog werd buitgemaakt.

### Götzenwordt tot zinken gebracht

Haven van Kigoma, ca.1914-1916.

De vloot keerde terug naar de kust met hun gevangenen, en de volgende dag verscheen Götzen voor de kust, langzaam voorbij varend op zoek naar de vermiste Hedwig. Gealarmeerd haastten de bemanningen zich om hun boten te bemannen, maar Spicer-Simson verbood een aanval. Kort daarna verliet Spicer-Simson het meer en reisde naar Stanleystad op zoek naar een schip dat Götzen zou kunnen evenaren. Hij vond een dergelijk schip: St George, een stalen boot die toebehoorde aan de Britse consul in Banana. Het schip werd gedemonteerd, naar het Tanganyikameer gesleept en opnieuw in elkaar gezet.
Tegen de tijd dat Spicer-Simson in mei terugkeerde, was de Duitse positie op het meer verder verslechterd. De Belgen stonden op het punt om Kigoma in te nemen en een Britse strijdmacht rukte op naar Bismarckburg.

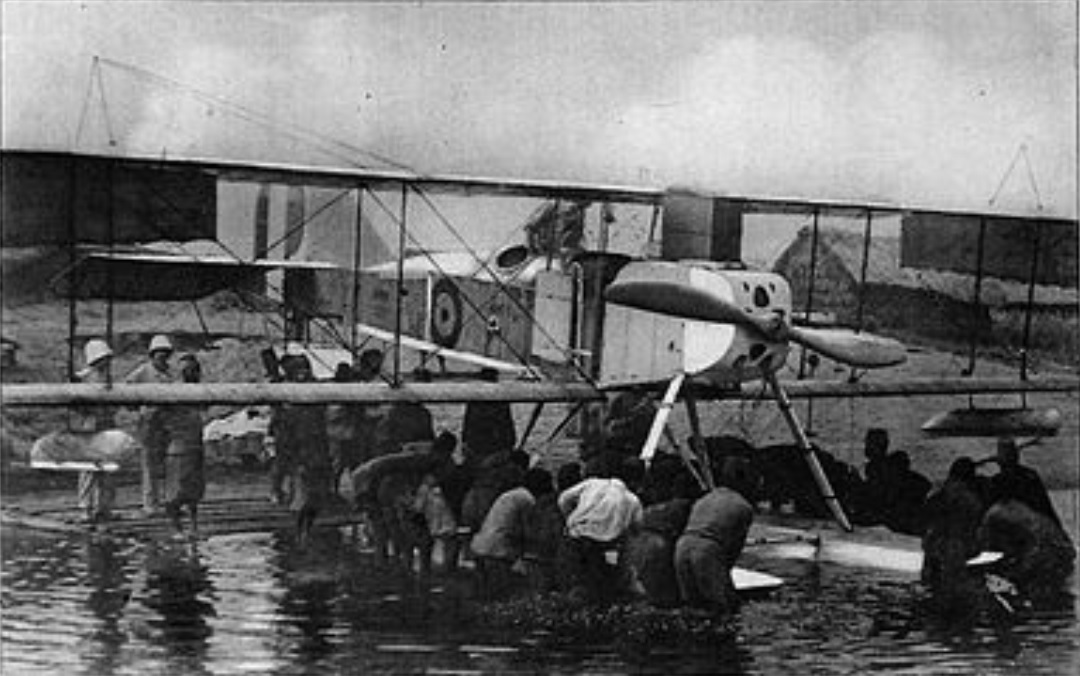
Een watervliegtuig slepen bij het meer, ca. 1916.

Dit stelde de Duitse strijdkrachten in staat om te ontsnappen in een vloot van dhows, een actie die de woede wekte van de legercommandant, luitenant-kolonel Murray. De maritieme expeditie bleef in Bismarckburg, waar Spicer-Simson beschaamd ontdekte dat de kanonnen van het fort in feite houten dummy's waren.
Ondertussen hadden de Britten de Belgen vier Short Type 827 watervliegtuigen geleverd om Götzen aan te vallen bij Kigoma. Er werden verschillende bombardementen uitgevoerd, maar zonder dat de Britten of de Belgen het wisten, had Zimmer van zijn meerdere, Paul von Lettow-Vorbeck, de opdracht gekregen om het grootste deel van Götzen's bewapening, waaronder het 105 mm autocannon dat van de Königsberg was gehaald, te verwijderen en naar het leger aan het front te sturen. Houten dummy's werden geplaatst om de illusie van een zwaarbewapend schip te behouden.
Kigoma viel op 28 juli in handen van de troepen van generaal Charles Tombeur tijdens  het Tabora-offensief, maar Götzen was al vertrokken. De Duitsers hadden het schip naar het zuiden van Kigoma Bay gesleept en, nadat ze de motoren grondig hadden ingesmeerd voor het geval ze haar weer nodig zouden hebben, vulden ze het schip met zand en scutten het zorgvuldig op 26 juli in een diepte van 20 meter nabij de oevers van Katabe Bay.

## Nasleep
De controle van het Anglo-Belgische gezag over het Tanganyikameer was medio 1916 veiliggesteld, hoewel de oorlog in Afrika nog twee jaar voortduurde. De meeste mannen van de marine-expeditie keerden terug naar Groot-Brittannië, waar Spicer-Simson de Distinguished Service Order werd toegekend, maar hij kreeg een berisping vanwege zijn vijandige gedrag tegenover zijn Belgische bondgenoten en kreeg geen nieuw bevel over een schip. De Belgen benoemden hem echter tot Commandeur in de Kroonorde en verleenden hem het Oorlogskruis.
De daden op het Tanganyikameer maakten grote indruk op het publiek en werden door C. S. Forester aangepast voor zijn boek The African Queen, dat later werd verfilmd door John Huston. In het boek komt een Britse marinevloot voor, bestaande uit twee motorboten genaamd HMS Amelia en HMS Matilda. De erfenis van de Strijd om het Tanganyikameer leeft ook voort in de overleving van Spicer-Simson’s aartsvijand, Graf von Götzen. Het schip werd door de Belgen opgeheven en naar Kigoma gesleept, maar zonk bij haar aanlegplaats tijdens een storm. Het werd opnieuw opgehesen door de Britten in 1921, onder hun mandaat voor Tanganyika, en het werd ontdekt dat het schip zo goed bewaard was gebleven door de ingesmeerde onderdelen, dat er weinig werk nodig was om het te herstellen. Het schip keerde op 16 mei 1927 terug in dienst onder de naam Liemba.